# Gimai Seikatsu
Gimai Seikatsu (japanisch 義妹生活) ist ein japanisches Medienfranchise des Autors Ghost Mikawa. Dieser startete im April 2020 einen YouTube-Kanal aus der die spätere Serie hervorging.
Im Januar 2021 startete eine Romanreihe, die von Ghost Mikawa geschrieben und von Hiten mit Illustrationen versehen wurde. Im Juli gleichen Jahres startete eine Mangaserie basierend auf den Romanen. Eine Anime-Fernsehserie startete im Juli 2024 im japanischen Fernsehen und wird außerhalb Japans unter dem Titel Days with My Stepsister gezeigt.
Die Geschichte, die in den Genres Slice of Life und Drama verortet werden kann, folgt den Oberschülern Yūta Asamura und Saki Ayase, die durch die Heirat ihrer Eltern zu Stiefgeschwistern werden, durch ihr Alltagsleben.

## Handlung
Die Oberschüler Yūta Asamura und Saki Ayase besuchen die gleiche Schule, sind sich aber völlig fremd. Als Yūtas Vater erneut heiratet wird eben jene Saki seine jüngere Stiefschwester. Beide haben durch die gescheiterten ersten Ehen ihrer Eltern Erfahrungen in zwischenmenschlichen Beziehungen gemacht und beschließen, eine vernünftige Distanz zueinander zu bewahren, um keine Zwietracht in der neuen Familienkonstellation zu säen.
Saki, die seit jeher um die Aufmerksamkeit ihrer Familie gekämpft hat versucht, um ihres eigenen Willens eigenständig zu leben. Währenddessen ist Yūta bemüht, einen guten Kontakt zu seiner neuen Stiefschwester zu knüpfen.

## Charaktere
Yūta Asamura (浅村 悠太, Asamura Yūta)
Der Protagonist des Franchise. Er besucht das zweite Jahr der Oberschule und ist einer der besten Schüler seines Jahrgangs. Yūta arbeitet in Teilzeit in einer Buchhandlung.
Saki Ayase (綾瀬 沙季, Ayase Saki)
Die Protagonistin der Serie. Sie besucht die gleiche Oberschule wie ihr Stiefbruder, hat aber größere Probleme, dem Unterricht zu folgen. Als sie deswegen zur Nachprüfung muss, bietet Yūta an, ihr beim Lernen zu helfen.
Auf der Suche nach einer Teilzeitarbeit, fängt sie später an, in der gleichen Buchhandlung zu arbeiten, bei der ihr Stiefbruder beschäftigt ist.
Tomokazu Maru (丸友 和, Maru Tomokazu)
Yūtas Mitschüler und Freund. Er ist Mitglied des Baseballteams der Schule und heimlich ein Otaku.
Maaya Narasaka (奈良坂 真綾, Narasaka Maaya)
Sie ist eine Freundin von Saki. Sie hat einen heiteren und aufdringlichen Charakter. Maaya hat sich mit ihr angefreundet, weil sie es nicht ausstehen konnte, wie Saki sich ihren Mitschülern isoliert.
Shiori Yomiuri (読売 栞, Yomiuri Shiori)
Eine Studentin, die in derselben Buchhandlung arbeitet wie Yūta und Saki.
Taichi Asamura (浅村 太一, Asamura Taichi)
Yūtas Vater und, nach seiner Heirat mit Akiko, Sakis Stiefvater. Er ließ sich aufgrund mehrerer Umstände von Yūtas Mutter scheiden. Er pflegt ein gutes Verhältnis zu seinem Sohn und seiner Stieftochter.
Akiko Ayase (綾瀬 亜季子, Ayase Akiko)
Sakis Mutter und, nach Heirat mit Taichi, Yūtas neue Stiefmutter. Nachdem sie sich von ihrem Ex-Mann scheiden ließ, arbeitete sie täglich um finanziell für ihre Tochter sorgen zu können.

## Medien

### YouTube-Kanal
Im April 2020 startete der japanische Autor Ghost Mikawa einen YouTube-Kanal, der das erste Lebenszeichen des Franchises darstellt. Vorausgegangen waren, laut Mikawa, Leser mit dem Anliegen, „in das Alltagsleben der Protagonisten seiner Geschichte eintauchen“ zu können. Mikawa zeigte sich selbst an einem derartigen Konzept interessiert und begann eine Geschichte über die Beziehung zweier Stiefgeschwister zu schreiben.
Bezogen auf die Videoproduktionen für den YouTube-Kanal ist Mikawa der Hauptautor der Handlung, wobei das Manuskript der Geschichte von unterschiedlichen Personen eingereicht wurden. Laut Mikawa, ist in jedem Manuskript die persönliche Handschrift des Verfassers erkennbar, welches meist gänzlich in die fertige Handlung übernommen werde.
Die Videos sind synchronisiert. Als Synchronsprecher sind Kōhei Amasaki als Yūta Asamura und Yuki Nakashima als Saki Ayase zu hören. Beide leihen den Charakteren in der Anime-Fernsehserie abermals ihre Stimmen.

### Light Novels
Im Januar 2021 startete Ghost Mikawa eine Romanreihe, die vom Illustrator Hiten mit Zeichnungen versehen wurde. In Japan erscheinen die Romane beim Verlag Media Factory und wurden zunächst im Magazin MF Bunko J erstpubliziert. Der erste Band der Buchreihe kam am 25. Januar 2021 in den japanischen Handel und umfasst derzeit elf Bände (Stand: 17. September 2024).
Im Zuge der Sakura-Con gab der US-amerikanische Verleger Yen Press 2023 bekannt, die Romane für eine englischsprachige Herausgabe lizenziert zu haben.
| Band | Veröffentlichung (Japan) | ISBN (Japan)            |
| ---- | ------------------------ | ----------------------- |
| 1    | 25. Januar 2021          | ISBN 978-4-04-064726-5. |
| 2    | 25. März 2021            | ISBN 978-4-04-680326-9. |
| 3    | 21. Juli 2021            | ISBN 978-4-04-680607-9. |
| 4    | 24. Dezember 2021        | ISBN 978-4-04-681001-4. |
| 5    | 25. April 2022           | ISBN 978-4-04-681361-9. |
| 6    | 25. August 2022          | ISBN 978-4-04-681656-6. |
| 7    | 23. Dezember 2022        | ISBN 978-4-04-682033-4. |
| 8    | 25. April 2023           | ISBN 978-4-04-682404-2. |
| 9    | 25. August 2023          | ISBN 978-4-04-682764-7. |
| 10   | 25. Januar 2024          | ISBN 978-4-04-683233-7. |
| 11   | 25. Juli 2024            | ISBN 978-4-04-683793-6. |

### Mangaserie
Eine Realisierung als Web-Manga mit Zeichnungen von Yumika Kanade wurde zunächst auf dem Internetservice Shōnen Ace Plus des Verlages Kadokawa Shoten erstveröffentlicht und später in gebundener Ausgabe herausgegeben. Die Mangaserie umfasst aktuell vier Bände (Stand: 17. September 2024).
Auf ihrem Panel bei der Anime NYC kündigte der Verlag Yen Press im November 2023 die Lizenzierung der Mangareihe für den englischsprachigen Raum an.
| Band | Veröffentlichung (Japan) | ISBN (Japan)            |
| ---- | ------------------------ | ----------------------- |
| 1    | 26. April 2022           | ISBN 978-4-04-112284-6. |
| 2    | 26. Dezember 2022        | ISBN 978-4-04-113171-8. |
| 3    | 26. September 2023       | ISBN 978-4-04-113914-1. |
| 4    | 25. Juni 2024            | ISBN 978-4-04-115047-4. |

### Anime-Fernsehproduktion
Am 24. Juli 2022 wurde angekündigt, dass das Franchise als Anime-Fernsehserie umgesetzt wird. Dabei wurde bestätigt, dass der Sprechercast der YouTube-Videos in der Anime-Produktion zu hören sein werde. Die Serie entsteht unter der Regie von Sōta Ueno im Studio Deen, wobei das Drehbuch von Mitsutaka Hirota angefertigt wurde. Das Charakterdesign wurde von Manabu Nii entworfen, während Citoca die Serienmusik komponierte.
Die Fernsehserie startete am 4. Juli 2024 im japanischen Fernsehen und wird außerhalb Japans unter dem Titel Days with My Stepsister bei Crunchyroll im Simulcast gezeigt. Die Vorspannsequenz ist mit dem Lied Tenshi-tachi no Uta des japanischen Popmusik-Trios fhána unterlegt, während im Abspann das Stück Suisō no Blanco von Kitri genutzt wurde.

## Synchronisation
| Rolle          | Japanische Stimme (Seiyū) |
| -------------- | ------------------------- |
| Yūta Asamura   | Kōhei Amasaki             |
| Saki Ayase     | Yuki Nakashima            |
| Tomokazu Maru  | Daiki Hamano              |
| Maaya Narasaka | Ayu Suzuki                |
| Shiori Yomiuri | Minori Suzuki             |
| Taichi Asamura | Chikahiro Kobayashi       |
| Akiko Ayase    | Reina Ueda                |
| Kaho Fujinami  | Atsumi Tanezaki           |
| Keisuke Shinjō | Ryōhei Arai               |
| Eiha Kudō      | Mie Sonozaki              |

## Rezeption
In der Rangliste Kono Light Novel ga Sugoi! für das Jahr 2022 belegte das Werk Platz sieben in der Kategorie Beste Light Novel – Bunkobon sowie den dritten Platz im Newcomer-Ranking. Im Ratgeber für das Jahr 2023 erreichte das Werk Platz neun.
Die Pilotfolge der Anime-Fernsehserie wurde im Rahmen der Kolumne The Anime Preview Guide von mehreren Rezensenten der Plattform Anime News Network besprochen und gemischt bis negativ wahrgenommen. Kritisiert wurde überwiegend die Erzählweise, die grundlegende Handlung, aber auch die Animation, die mehr an einen Kurz- oder Realfilm als an einen klassischen Anime erinnere.
Die Animeserie erhielt bei den Anime Trending Awards der Plattform Anitrendz sieben Nominierungen, darunter als Anime of the Year, sowie in den genrebezogenen Kategorien Drama Anime of the Year, Slice of Life Anime of the Year und Romance Anime of the Year.